# Účastníci zájezdu (román)
Účastníci zájezdu je název třetího románu českého spisovatele Michala Viewegha z roku 1996, který popisuje týdenní zájezd skupiny českých turistů do italského letoviska. Hlavní postavou je spisovatel Max, který chce zájezdu užít pro sesbírání materiálů pro svůj nový román. V letech 1998 a 2006 bylo dílo zinscenováno třemi divadelními soubory a roku 2006 se dočkalo filmové adaptace v režii Jiřího Vejdělka.
Román má postmoderní prvky s řadou intertextuálních narážek, citátů a především pak četných reakcí na negativní ohlasy a recenze Vieweghova předchozího románu. Román je v anotaci označován za „melancholickou grotesku“, „neboť společně s humorným pojetím příběhu je zde zdůrazněna také křehkost mezilidských vztahů zabývající se otázkou lidské existence.“ Celý příběh sestává z dlouhé řady humorných scének, pročež někteří literární kritici o zařazení této prózy mezi romány pochybují a hodnotí jí spíš jako „pouhý soubor momentek či skládanku jednotlivých střípků“. Kniha je rozdělena do tří větších celků: Cesta do letoviska, Pobyt v letovisku, Cesta z letoviska. Každý celek je pak dále dělen na kratičké kapitolky, jejichž název většinou popisuje děj v kapitolce obsažené. Vyprávěčem je téměř výlučně Max, ale objevují se i výjimky.

## Děj

### Cesta do letoviska
Hlavní postavou je známý spisovatel Max, jež se svými dvěma homosexuálními kamarády, nepředvídatelným Ignácem a jeho partnerem, starostlivým Oskarem, jede na týden do Itálie k Jadranu na dovolenou. Max má již přes rok nápad sepsat román z prostředí zájezdu a tento zájezd mu má sloužit jako podklad pro psaní. Již po odjezdu z Prahy si vybere několik cestujících a přiřadí jim literární jména. Zahlcen množstvím těchto nových postav požádá delegátku, mladičkou Pamelu, aby nenabírali další dovolenkáře na mezizastávce v Českých Budějovicích, s čímž řidiči Karel a Karel překvapivě souhlasí. Pamela se snaží cestující během jízdy zabavit a tak jim například před spaním čte svoji vlastní sladkobolnou pohádku. Naopak oba řidiči se nepřestávají podivovat nad tím, kolik hnědých podšálků se opět mezi pasažéry ztratilo. Ke svému překvapení se Max stává Pamelou posedlý a její vstřícné chování si vysvětluje jako snahy o navázání intimního poměru.
Třicetiletá Jolana, sedící vedle mlčenlivého Ukrajince Olega, cestuje se svými rodiči a při každé jízdě autobusem trpí nevolností. Musí tak často prosit řidiče o zastávku na zvracení, čehož rád využívá i jedenáctiletý Jakub, který si jde vždy sám odskočit, protože má problémy s močením v přítomnosti jiných lidí. Jakubovými rodiči jsou Zuzana a Hynek, poslanec českého parlamentu, kteří zrovna prožívají manželskou krizi. Svým buranským vystupováním na sebe záhy upozorní manželská dvojice Jardy a Jituš, kteří cestují s dětmi Járou a Klárou. Poněkud nevýraznými postavami pak jsou manželé Láďa a Olga s malými synky Péťou a Pavlíkem. Naopak jistou kuriozitou jsou dvě staré dámy, Helga a Šarlota, které se v autobuse ukryjí do vlastnoručně vyrobeného vaku, aby se v něm převlékly. Šarlota nedoslýchá a začíná trpět senilitou, což Helga nese poněkud nelibě. Max si všímá i dvojice mladých studentek filozofické fakulty, kamarádek Irmy a Denisy. Neklidný je pak Max z tajemné dvojice, kterou tvoří pan Petrescu s paní Košťálovou a kterou si po celou dobu zájezdu nedokáže nikam zařadit. 

### Pobyt v letovisku
Po příjezdu do letoviska a ubytování se na hotelu následuje večeře v hotelové restauraci, kde Pamela vyzve přítomné, aby se ostatním krátce představili. Ignác veřejně přizná svoji a Oskarovu homosexualitu, což u Jardy a Jituš vyvolá silně negativní odezvu. Naopak Jakub zbystří, protože mu spolužáci kdysi namluvili, že je homosexuál. Později téhož dne vygradují neshody mezi Zuzanou a Hynkem do hlasité noční hádky. Následující den proprší a Pamela tak zorganizuje taneční večer, z něhož Zuzana odchází předčasně. Hynek zůstává a je vyzván Denisou k tanci, zatímco Irma je obletována Jolaniným otcem. Po skončení tanečního večera nepustí Zuzana Hynka do pokoje a ten tak hledá azyl u Maxe. Max vezme Hynka k Ignácovi s Oskarem. Ke spontánně vznikající party se přidají i Irma s Denisou, které dále přizvou i Jolanu a jejího otce. Ignác nechá kolovat jointa a hlasitá zábava se protáhne do brzkých ranních hodin.
Atmosféra uvolněná kouřením marihuany nakonec vyústí v to, že Denisa se jde s Hynkem pomilovat do svého pokoje, zatímco uražená Irma se rozbrečí v koupelně a Maxe se neúspěšně pokouší svést podnapilá Jolana poté, co odvede svého otce spát. Když i ta odchází spát, zajde Max s Irmou na balkon dokouřit posledního jointa, kde se dvojice začíná milostně sbližovat a přesune se na Maxův pokoj. Irma i Denisa jsou zodpovědné a tak své protějšky pošlou pro kondomy. Zatímco Hynek se vrací a stráví noc s Denisou, Max na chodbě narazí na Pamelu v noční košili, jež si mu postěžuje, že kvůli večírku nemůže spát. Max se jí v tu chvíli pokusí překotně svést a Pamela s pláčem utíká, zatímco celou scénu pozoruje rozhněvaná Irma.
Jolana se probudí následujícího rána a pedofilními myšlenkami na Jakuba se dovede k orgasmu. U snídaně narazí na Maxe a oba jdou spolu na pláž, zatímco Zuzana s Jakubem, Helgou a Šarlotou odjíždějí na celodenní výlet do Benátek. Hynek nalezne svůj pokoj opuštěný a píše Zuzaně smířlivý dopis. Posléze jde s Oskarem, Ignácem, Denisou a Irmou na šlapadla a další čas pak tráví s Denisou na pokoji. Irma už nedokáže potlačovat svůj vztek na Denisu, která mu Hynka přebrala, a na pokoji se rozbrečí. Večer pozve Jolana Olega na drink a noc dvojice zakončí špatným sexem na jeho pokoji.
Následujícího dne se Ignác nazdařbůh rozhodne odjet stopem do Říma pozdravit papeže, který znemožňuje homosexuálům adoptovat dítě. Oskar zůstává na hotelu a jeho nervozita se vystupňuje, když se Ignác ani další den stále nevrací. Ignác se nakonec večer v pořádku objeví. Hynek si téhož dne vyříkává dění posledních dní se Zuzanou, zatímco má Jolana večer opět neuspokojivý sex s Olegem. Ten ji po jistém nedorozumění dá facku, načež Jolana začne na Olega řvát, kopne ho do rozkroku a odchází z jeho pokoje. Naproti tomu na Maxe padá splín a jde se večer projít, přičemž potká náhodou na schodech Pamelu, jež jde i přes jeho protesty vyprovázet. Nakonec jdou spolu na pláž a tam se pomilují. 

### Cesta z letoviska
Max si na cestě zpět pobaveně čte námět na román, který mu vnutila Jolanina matka, a poté se ve vzpomínkách vrací ke svému pobytu v Izraeli, kde ho zastihlo zemětřesení. Irma a Denisa se udobří a Pamela opět večer povypráví cestujícím pohádku. Na jedné ze zastávek jde Jolana s Jakubem do přilehlého lesa. Když se Jolana vyzvrací, zjišťuje, že Jakub se ještě nedokázal vymočit. Přistoupí tedy za něj a Jakub si od ní nechá pohlédnout na svůj ztopořený penis. Najednou se vymočí a Jolana překvapeného Jakuba ujistí, že homosexuál rozhodně není. Jolana se ještě během cesty rozhodne vdát se za Olega, což její matku šokuje. Oleg trpělivě Jolaně pomáhá při její nevolnosti a v noci si Denisa sedící před nimi všimne, že Oleg pod přikrývkou Jolanu ukájí. Brzo ráno zajede autobus na parkoviště u motorestu a zastaví vedle kamionu. Zuzana přistihne za kamionem Hynka, jak se tajně líbá s Denisou, a v autobuse se pak psychicky složí. Po návratu na území Česka se cestující ještě stačí bez úrazu vyhnout rozběsněným Budějovičákům a po příjezdu do Prahy se všichni bez rychlého rozloučení rozejdou.

## Styl a kontext

### Postavy
Román je zalidněn více než pětadvaceti postavami z různých sociálních i věkových vrstev, s odlišnými zájmy, mravními hodnotami i životními příběhy. Hlavní postavou je přitom slavný spisovatel Max, jenž cestuje spolu s dvěma kamarády Ignácem a Oskarem. Brzy se do Maxova hledáčku dostane mladá a krásná, leč značně naivní průvodkyně Pamela, která je proto ostatními účastníky považována za hloupou. Tento dojem je dále umocňován například předčítáním infantilních pohádek plných zdrobnělin, které si Pamela pro účastníky připravila jako ukolébavku během noční cesty autobusem. Jistým protipólem Pamely je Jolana – nehezká třicátnice vynikající vtipem, chytrostí i sarkasmem. Ačkoli Maxe nepřitahuje, cítí se s ní dobře a je mu blízká svou povahou.
Spisovatel Max má mnoho rysů společných se skutečným autorem románu. Tato postava plní jak úlohu protagonisty, tak i vypravěče, který děj nejen komentuje, ale ho i sám aktivně přetváří. Autor prostřednictvím Maxe „reaguje na kritiku svých předchozích děl, oslovuje autory recenzí a umisťuje je jako postavy do příběhu.“ Dle Marie Kurzokové vytvářejí „Autobiografické prvky spjaté s touto postavou [...] rovněž jakousi spojitost mezi Vieweghovými texty. Stejně jako navazoval Oskar na Kvida, zde se rozvedený slavný spisovatel Max střetává s postavou Oskara z Výchovy dívek v Čechách. Vieweghovo alter ego tak prostupuje mezi romány, čímž spojuje i jednotlivé protagonisty vyprávění. Metatextová rovina a autorova sebeprojekce do textu usměrňují čtenářovo vnímání příběhu, které zdůrazňuje stylizaci románu a smyšlenost vyprávění, jež je pouze materiálem Maxovy nové knihy.“
Zvláštními a do značné míry tajemnými postavami bez osobního příběhu je dvojice pan Petrescu a paní Košťálová, u nichž není v románu popsán jejich vzájemný vztah ani vzhled. Současně je jim známa role Maxe coby hybatele dění a tvůrce textu a poskytují mu pomoc při psaní jeho románu. Naopak Maxe zneklidňuje, že o nich nic neví a několikrát se jim v textu snaží vymyslet osobní příběh.

### Intertextualita
Podobně jako ve svém předchozím díle pracuje autor s intertextualitou, kdy se občas smývá rozdíl mezi zájezdem a románem, který na jeho základě Max píše. Účastníky zájezdu tak lze označit za metaromán, který je založený na modelu „psaní o psaní“ a „děj románu tak vzniká přímo před očima čtenáře.“. Konkrétní podobu tento rys v románu nachází ve způsobu, jakým protagonista Max vstupuje do děje. Tato postava totiž není pouze hlavním hrdinou vyprávění, ale i samotným tvůrcem textu, který ovlivňuje průběh vyprávění a přetváří jednotlivé události, viz ukázky níže. Současně však Max „nedokáže předjímat události, nezná úmysly postav, jejich pocity či starosti. Stejně jako jiní účastníci o ostatních postavách pouze vytváří hypotézy [...].“
Dalším příkladem intertextuality je autorův přistup k negativní literární kritice svého předchozího románu Výchova dívek v Čechách, jak je rozvedeno v sekci níže. V závěru knihy vychází najevo, že čtenář celou dobu nesledoval přípravu románu, avšak román samotný, viz úryvek:
Max s kufrem v ruce přemýšlel, jestli pojede do Krče rovněž taxíkem nebo jestli půjde na Hlavní nádraží na metro. Už na tom nezáleželo. Ostatně dávno v Krči byl – už od začátku. Vypnul počítač, nalil si džus a šel si napustit vodu do vany. Šampaňské v lednici neměl – neměl v Krči popravdě řečeno ani lednici – a tak si dal alespoň hodně pěny. Svlékl se, ale ještě než došel do koupelny, zavolal do Brna Pluháčkovi. ‚Tak jsem to dopsal,‘ oznámil mu.
Účastníci zájezdu, kapitola Konec
V této pasáži je zmíněn editor Martin Pluháček, tehdejší šéfredaktor nakladatelství Petrov, které román Účastníci zájezdu poprvé vydalo.
Ačkoli se přemíra užívání citátů v autorově předchozím románu setkala s častými výtkami recenzentů, objevují se citáty v hojné míře i zde. Ostatně si toho všímá i autor sám. V kapitolce Max má problémy s citáty se doslova píše: „Navzdory podobným kritikám se Max vracel ke svým výpiskům i během příprav na napsání Účastníků zájezdu a na mnoho chytrých věcí narazil i v knihách, které v té době vycházely.“ A opět jsou reakce recenzentů na množství citátů poměrně negativní. Citáty vystupují nejenom samostatně, ale jsou obsaženy i v promluvách jednotlivých postav, především pak u pana Petrescu a paní Košťálové.

### Kritika kritiků
Viewegh se skrze protagonistu Maxe vyjadřuje na adresu reálných literárních kritiků, kteří se nesouhlasně vyjádřili o jeho předchozím románu Výchova dívek v Čechách, přičemž „na negativní ohlasy Maxovy tvorby je nahlíženo s ironií a výsměchem.“ V textu zazní konkrétní jména kritiků a to Josef Vohryzek, Michael Špirit, Jaromír Slomek a Petr Fidelius. Patrně kvůli negativnímu hodnocení Vieweghova popisu erotiky byla poslednímu jmenovanému věnována epizodická role v jedné ze scén u hotelového bazénu. Fidelius coby poloskutečná postava domlouvá Maxovi sedícímu na břehu a oba pozorují slunící se polonahou Pamelu, viz příslušnou ukázku. Ostatní jména zazní v kapitolách nadepsaných A co na to česká literární kritika? obsahujících vždy kratičký úryvek z dané recenze. 
Viewegh se brání označení za komerčního populistu jak ve styku s médii, tak ve svých románech, a v Účastnících zájezdu je tento problém beletrizován patrně nejsystematičtěji. Polemika s kritiky se v textu soustřeďuje především k Maxově práci na nové knize. Max v této souvislosti obhajuje své spisovatelství a osvětluje své pohnutky, kterým recenzenti zjevně neporozuměli. Například v kapitole Podobenství o skutečném významu literární kritiky si Max stýská Jolaně, že se posudky kritiků rozcházejí a každý mu vyčítá opačné nedostatky, jak plyne z následujícího úryvku, v němž Viewegh zmiňuje doslovný název jedné z recenzí jeho předchozí knihy: Love story s odhalenou hrudí:
Maxe její zájem potěšil a začal jí o kriticích vyprávět podrobněji: Jeden prý namítá, že Maxův román je chytrý až přespříliš – zatímco druhý o tomtéž románu tvrdí, že se vyznačuje naprostou absencí myšlenek. Jiný kritik román označí za love story s odhalenou hrudí – a další klidně napíše, že Max prý neměl odvahu riskovat.
Účastníci zájezdu, kapitola Podobenství o skutečném významu literární kritiky
Slovy Aleny Přibáňové vytváří autorova polemika s kritikou „zvláštní vrstvu, přístupnou paradoxně především právě čtenářům, o které Max zdánlivě nestojí. Pouze ti, kdo literaturu nevnímají jen emotivním prožitkem, ale také racionální analýzou a v širších souvislostech, a ze zájmu či z profese sledují i reflexi v literárních časopisech, jsou schopni postřehnout intertextuální hru založenou na citacích z recenzí na Vieweghovu Výchovu dívek v Čechách a identifikovat, o kom Max ve svých rozhořčených výlevech hovoří (případně alespoň to, že hovoří o konkrétních recenzentech.).“

## Přijetí
I přes svou délku a prokládání textu polemikou s recenzenty dokázal román oslovit velmi široký okruh čtenářů. Kniha se záhy po svém vydání stala bestsellerem – jen do roku 2008 vznikly čtyři reedice románu o celkovém nákladu 92 000 výtisků a pět jazykových verzí. Mezi literárními kritiky si však román vysloužil převážně negativní reakce. Již Vieweghův předchozí román, Výchova dívek v Čechách, byl pro kritiky do značné míry zklamáním a od Účastníků románu tak byla různá očekávání, která zůstala povětšinou nenaplněna.
Častou výtkou románu bylo, že kniha nepřináší nic nového a postrádá poselství. Například dle Josefa Chuchmy je poselství knihy „nicotné“, podle Jaromíra Blažejovského je pak na románu „iritující, když čtenáři začne docházet, že v něm až do konce opravdu o nic nepůjde.“ Jednoznačně kladně není v kontrastu s předchozími prózami hodnocen ani autorův humor. Například Martin C. Putna ve své recenzi uvádí, že: „Michal Viewegh se sám s oblibou označuje za humoristu. Účastníci zájezdu je však kniha SMUTNÁ a KRUTÁ, kniha nemilosrdně popisující ubohost, trapnost a banalitu lidského bytí, kniha, z níž mrazí, kniha, z níž vane beznadějí.“
Kapitolou sama pro sebe je pak vlna reakcí recenzentů na autorovy otevřené útoky na nesouhlasné kritiky svého předchozího románu. „Některé recenze se dokonce spíše než samotnému románu věnují z velké části tomuto specifickému postupu.“ Například dle Michala Huvara je toto Vieweghovo chování „osobní prohrou autora, neboť se nedokázal povznést nad to, co si o něm myslí valná většina kritiků, že totiž je sice autorem komerčně úspěšným, avšak to ještě neznamená, že dobrým.“ Našly se však i pozitivní ohlasy, kdy je autor vyzdvihován jako výborný vypravěč a tato jeho kniha je velmi čtivá.

## Ukázky
- Autor se nevyhýbá přímé kritice svých literárních kritiků. Patrně nejútočnější je pak následující pasáž namířená proti Petru Fideliovi:

Max se ohlédl přes rameno, aby se ujistil, že se nemýlí. Ano, bohužel tam skutečně byl. Poznal ho okamžitě – starší muž se slamákem na hlavě a doutníkem v ústech. Petr Fidelius. [...] „Nevzpomínám si, že bych se vás na cokoli dotazoval,“ řekl mu chladně a otočil se k němu zády. [...] Kdyby chtěl, mohl by toho idiota klidně nechat spáchat harakiri, vystřelit ho na Měsíc nebo ho rozžvýkat a spolknout coby dnešní večeři (mohl se ho ostatně zbavit zcela, stisknutím jediné klávesy) – ale cosi mu bránilo takto zacházet s žijícím člověkem. [...] Petr Fidelius na chvíli odložil rozečtený časopis a pokradmu si tu dívku, s níž u bazénu náhle osaměl, prohlédl [...] Petr Fidelius se donutil odvrátit zrak a pokusil se znovu začíst do článku Karla Hausenblase Obraznost v Poláčkově výpravné próze. Nepřečetl však ani celé čtyři řádky, když jeho pohled znovu sklouzl k té dívce: [...], její ňadra ten pomalý rytmus kopírovala; bradavky měla ztuhlé a vystouplé. [...] Petr Fidelius si náhle uvědomil, že by v dané chvíli zaplatil jakoukoli cenu, jen aby mohl do toho mokrého klína položit svá ústa a hladově jej vysrknout jako tu nejchutnější ústřici na světě. Rychle si do klína položil Kritický sborník.
Účastníci zájezdu, kapitola Max zobrazuje tělesnou touhu
- Příběh románu se prolíná s textem románu, který Max během pobytu píše. V následující ukázce se na začátku zájezdu všichni účastníci představují. To vyvede Maxe z míry, protože jejich skutečná jména nesouhlasí se jmény, kterými jsou tyto postavy v celém textu označovány:

Jestliže toto obnovení tradičního zvyku někdejších odborářských rekreací většinu přítomných řekněme poněkud zaskočilo, pak Max jím byl upřímně vyděšen. Měl už své postavy dávno vybrané, jejich charaktery přinejmenším solidně nahozené, a dokonce všem pracně přidělil i jakžtakž obstojná jména – a teď mu to ta holka celé rozbourá!
„Takže já to vezmu hákem, abych nezdržoval, a představím vám rovnou celou naší rodinu,“ začal Jarda. „Takže já se jmenuju Pavel, moje žena se jmenuje Lenka a jsme oba z Mělníka.“
Tak na Pavla, Jardo, hezky rychle zapomeň, říkal si Max.
„Támhle u sousedního stolu jsou naše děcka,“ pokračoval Jarda, „kluk je Tomáš a holka Hanka… No, co bych vám tak ještě řekl?“ Jakej zas Tomáš a Hanka? vztekal se v duchu Max. Říkám ti jasně, Jardo, že tvoje děti se jmenujou Jára a Klára. Je ti to jasný?"
Účastníci zájezdu, kapitola Kdo je kdo (1)
- Podobně jako předchozí ukázku lze interpretovat i pasáž, kdy stařenka Šarlota nemůže najít pas. Max ho, k údivu a úlevě všech zúčastněných, nakonec v její kabelce nalézá. Spíš než o nalezení ztraceného pasu se však jedná o jeho zhmotnění v kabelce tím, že Max zasáhne do textu,[4] jak lze odhadnout z jeho narážky na magický realismus:

Hned vzápětí Šarlota zděšeně vykřikla.
„Co je?“ řekl Karel, aniž se ohlédl.
[...]
„Ztratila pas,“ informoval svého otce polohlasem Jára, který seděl nejblíž.
[...]
„Netrapte ji,“ šeptal Ignác. „Proboha, netrapte ji!“ Max už to nemohl vydržet.
Vymrštil se ze sedadla a sledován udivenými pohledy ostatních prošel uličkou k oběma starým dámám. Pamela ustoupila.
„Neplačte,“ řekl Šarlotě. „Všechno dopadne dobře.“
„Ano,“ řekla Šarlota poslušně.
„Půjčte mi, prosím vás, na chvíli tu kabelku,“ řekl Max a natáhl ruku.
Šarlota s kabelkou podvědomě ucukla, ale potom ji Maxovi podala s takovou nadějí a odevzdaností, až musel uhnout před jejím pohledem.
Systematicky probíral jednotlivé přihrádky.
„Jenom jste se špatně podívala,“ řekl chlácholivě. V jeho hlase nebylo naprosto nic vítězného.
V ruce držel pas v modrém pouzdře. Šarlota nadšeně vykřikla. Max pas založil zpátky a pečlivě kabelku zavřel.
Autobusem proběhl tichý, ohromený úžas, který se rychle změnil v mírně hysterické veselí.
„Našel ho!“
„Má ho!“
„Kde byl?“ řekl řidič, aniž se otočil.
„V kabelce,“ smála se Pamela krásným, šťastným smíchem.
[...]
Max bez úsměvu prošel nazpět uličkou a sesunul se zpátky na sedadlo.
Pár lidí zatleskalo.
„Jak jsi to dokázal?“ nechápal Oskar.
„Magický realismus v praxi,“ řekl Max skromně.
„Ty krávo,“ řekl obdivně Ignác, „proč’s mi takhle nevyčaroval modrou knížku?“
Účastníci zájezdu, kapitola Nečekané drama
- Max nechává zhmotnit nejen pasy, jako v předchozí ukázce, ale dokonce celé zájezdní hostince.[4] Následující ukázka se odehrává na parkoviště odpočívadla u dálnice kdesi na cestě do letoviska:

„Tak pojďte do nějaký pořádný hospody,“ řekl. „Třeba támhle do tý,“ ukázal na druhou stranu parkoviště.
„Do který?“ řekl Oskar. „Žádnou nevidím.“
„Nemůžeš ji vidět,“ vysvětlil mu Ignác. Koukl vychytrale na Maxe: „Ta totiž dostala koncesi výlučně z literárních důvodů, že?“
„Chytrej,“ pochválil ho Max.
„Myslí támhletu,“ řekl Oskarovi Ignác. „Támhletu milou zájezdní hospůdku, tulící se k mohutnému kmeni té košaté, kvetoucí lípy plné bzučících, pracovitých včelek.“
„Přesně tu,“ řekl Max.
„Teda já jsem asi blbej –“ začal Oskar, ale Ignác ho rezolutně přerušil: „Jdeme!“
Namířili si to šikmo přes parkoviště. [...]
Šli tedy sami.
„Já stejně nechápu, kam jdeme,“ řekl Oskar.
„Uvidíš.“
„Chci pořádnej dřevěnej stůl, polívku s játrovejma knedlíčkama, měkkej křupavej chleba a točený pivo do skla!“ poroučel si Oskar.
„Beru na vědomí,“ řekl Max.
„Dostanu tam tohle všechno?“ ujišťoval se Oskar. Ignác na Oskara vážně pohlédl.
„Pochop konečně: tam dostaneš všechno, co chceš.“
„No jen aby,“ řekl Oskar.
Účastníci zájezdu, kapitola Rapsodie v modrém